# Salvia calcicola
Salvia calcicola là một loài thực vật có hoa trong họ Hoa môi. Loài này được Harley miêu tả khoa học đầu tiên năm 1974.